# بگدانه
بگدانه، روستایی از توابع بخش ارژن شهرستان شیراز در استان فارس ایران است. شغل اصلی مردم روستا کشاورزی و دامداری و باغداری است. این روستا یکی از تولید کنندگان عمده انار است. کشت برنج نیز یک از مشاغل این روستا است که به دلیل شوری اب عمده جمعیت این روستا کشت برنج تعطیل شده و مردم آن در حال کوچ به شهرهای اطراف از جمله شیراز هستند.

## جمعیت
این روستا در دهستان کوه مره سرخی قرار دارد و براساس سرشماری مرکز آمار ایران در سال ۱۳۸۵، جمعیت آن ۸۸۴ نفر (۱۸۸خانوار) بوده‌است.